# Grand Prix der Volksmusik 1999
Der 14. Grand Prix der Volksmusik fand am 4. September 1999 in Erfurt (Deutschland) statt. Teilnehmerländer waren wie in den Vorjahren Deutschland, Österreich und die Schweiz. Wie bereits seit 1989 wurde auch in diesem Jahr in jedem Land zuvor eine öffentliche Vorentscheidung im Fernsehen durchgeführt. Dabei wurden jeweils fünf Titel für das Finale ermittelt. Die schweizerische Vorentscheidung fand am 3. April in Interlaken, die deutsche am 4. Juli in München und die österreichische am ? in ? statt. Die Veranstaltungen, zu denen jeweils eine CD mit allen Teilnehmern erschien, wurden live übertragen.
Das Finale wurde vom ZDF im Rahmen einer Eurovisionssendung aus Erfurt übertragen und vom ORF und von der SRG übernommen. Moderatoren waren wieder Carolin Reiber (Deutschland), Karl Moik (Österreich) und Sepp Trütsch (Schweiz), die bereits durch die jeweiligen Vorentscheidungen ihres Landes führten. Die Startfolge der Titel und Länder war zuvor ausgelost worden. Nach Vorstellung der Titel ermittelten mehrere Jurys aus den Teilnehmerländern ihren Favorit, wobei die Titel des eigenen Landes nicht bewertet werden durften.
Am Ende der Wertung stand dann Monique als Siegerin des Grand Prix der Volksmusik 1999 fest. Ihr Titel Einmal so, einmal so hatte Carlo Brunner komponiert und Heinz Gmür getextet. Damit holte die Sängerin nach Géraldine Olivier (1995), Daniela und Dirk (1996), Sandra Weiss (1997) und Francine Jordi (1998) zum fünften Mal in Folge den Sieg des Grand Prix in die Schweiz.
Als Austragungsort des nächsten Grand Prix der Volksmusik 2000 wurde unabhängig vom Land des Siegers Zürich festgelegt.

## Die Platzierung der schweizerischen Vorentscheidung 1999
Die ersten fünf Titel kamen ins Finale.
| Startnr.          | Interpret          | Titel                                 | Platz              | Punkte             |
| ----------------- | ------------------ | ------------------------------------- | ------------------ | ------------------ |
| 12                | Monique            | Einmal so, einmal so                  | 01.                | 107                |
| 08                | Claudio de Bartolo | Ich bin kein Musterknabe              | 02.                | 085                |
| 05                | Patrizia Di Bari   | Ein bisschen Amore                    | 03.                | 080                |
| 15                | Markus Rüger       | Ein kleines Souvenir                  | 04.                | 062                |
| 10                | Walter Andreas     | Und heut’ Nacht                       | 05.                | 060                |
| 02                | Maria da Vinci     | Buon Giorno                           | 06.                | 055                |
| 14                | Rosenzeit          | Lieder sind wie Träume                | 07.                | 045                |
| 09                | Golden Shoes       | Steptanz Polka                        | 08.                | 039                |
| 13                | Addi und Moritz    | Du bist die Antwort                   | 09.                | 032                |
| 11                | Die Kapfenburger   | Was du mir gibst                      | 10.                | 030                |
| 04                | Stixi und Sonja    | Lass doch dein Herz bei mir           | 11.                | 027                |
| 07                | Lucky Boy          | Es gibt nichts Schön’res auf der Welt | 12.                | 024                |
| 06                | Andy L.            | Ich hab’ heut’ Nacht geträumt         | 13.                | 020                |
| 03                | Geschwister Amrein | Wenn alle Glocken läuten              | 14.                | 019                |
| 01                | Keiser Chörli      | Jodel-Träumerei                       | 15.                | 005                |
| Veranstaltungsort | Veranstaltungsort  | Kursaal Interlaken                    | Kursaal Interlaken | Kursaal Interlaken |

## Die Platzierung der deutschen Vorentscheidung 1999
Die genaue Platzierung der Titel wurde nicht bekannt gegeben. Daher werden alle Titel nach ihrer Startfolge aufgelistet, wobei zunächst die fünf Titel genannt werden, die ins Finale kamen.
| Startnr.          | Interpret                                  | Titel                                          | Platz                  | %                      |
| ----------------- | ------------------------------------------ | ---------------------------------------------- | ---------------------- | ---------------------- |
| 01                | Mühlenhof Musikanten                       | Das Brot der Erde                              | 0?                     | ?                      |
| 06                | Axel Becker                                | Ein neuer Tag bricht an                        | 0?                     | ?                      |
| 09                | Reiner Kirsten                             | Wir leben, wir lieben                          | 0?                     | ?                      |
| 13                | Judith und Mel                             | Die goldenen Jahre                             | 0?                     | ?                      |
| 14                | Oliver Thomas                              | Kleiner Schmetterling, mach’s gut              | 0?                     | ?                      |
| 01                | Achim Mentzel                              | Da fress ich glatt einen Besen                 | 0?                     | ?                      |
| 03                | Sibylle                                    | Ich zieh mit den Wolken                        | 0?                     | ?                      |
| 04                | Felice                                     | Fiesta Italiana                                | 0?                     | ?                      |
| 05                | Gabi Lukas                                 | Flieg, kleiner Schmetterling                   | 0?                     | ?                      |
| 07                | Jan Willem                                 | Handschlag zwischen Nord und Süd               | 0?                     | ?                      |
| 08                | Erika Bruhn                                | Ich möchte noch einmal am Blue Mountain steh’n | 0?                     | ?                      |
| 10                | Margitta und ihre Töchter                  | Ordnung muss sein                              | 0?                     | ?                      |
| 11                | Captain Cook und seine singenden Saxophone | Wenn die Sehnsucht nicht wär                   | 0?                     | ?                      |
| 12                | Brigitte Traeger                           | Von dir zu mir                                 | 0?                     | ?                      |
| 15                | Simone Christ                              | Lass uns heute einfach glücklich sein          | 0?                     | ?                      |
| Veranstaltungsort | Veranstaltungsort                          | Bavaria-Studio München                         | Bavaria-Studio München | Bavaria-Studio München |

## Die Platzierung der österreichischen Vorentscheidung 1999
Die ersten fünf Titel kamen ins Finale. Die genaue Platzierung, die Startnummern der Titel und der Veranstaltungsort wären noch zu ergänzen.
| Startnr.          | Interpret                     | Titel                                 | Platz | Punkte |
| ----------------- | ----------------------------- | ------------------------------------- | ----- | ------ |
| ?                 | Tiroler Adler                 | I bring meine Augen net weg von dir   | 0?    | ?      |
| ?                 | Marc Pircher                  | Ich bin für dich da                   | 0?    | ?      |
| ?                 | Die Mürztaler                 | Musik an die Macht                    | 0?    | ?      |
| ?                 | Die Muntermacher              | Wenn es noch Engel gibt auf Erden     | 0?    | ?      |
| ?                 | Alpentrio Tirol               | Wie Samt und Seide                    | 0?    | ?      |
| ?                 | Romantica                     | Auch wenn’s nur Träume sind           | 0?    | ?      |
| ?                 | Die Oswalder                  | Dort auf die Berg                     | 0?    | ?      |
| ?                 | Juchee                        | Es tuat so weh                        | 0?    | ?      |
| ?                 | Duo Sunshine                  | Es wird ein fröhlicher Tag            | 0?    | ?      |
| ?                 | Die Pölstaler                 | Hey Dokto                             | 0?    | ?      |
| ?                 | Michaela                      | Im Niemandsland der Sehnsucht         | 0?    | ?      |
| ?                 | Turracher                     | In die Berg bin i gern                | 0?    | ?      |
| ?                 | Tommy und seine Tiebelstädter | Nur der Wind singt sei altes Liad     | 0?    | ?      |
| ?                 | Anni Jäger                    | Vergiss nie, wo du herkommst          | 0?    | ?      |
| ?                 | Eva-Maria                     | Zum Abschied schenk’ ich dir ein Lied | 0?    | ?      |
| Veranstaltungsort | Veranstaltungsort             | ?                                     | ?     | ?      |

## Die Platzierung des Grand Prix der Volksmusik 1999
| Startnr.          | Land              | Interpret                           | Titel                               | Platz                               | Punkte                              |
| ----------------- | ----------------- | ----------------------------------- | ----------------------------------- | ----------------------------------- | ----------------------------------- |
| 13                | CH                | Monique                             | Einmal so, einmal so                | 01.                                 | 98                                  |
| 07                | CH                | Patrizia di Bari                    | Ein bisschen Amore                  | 02.                                 | 63                                  |
| 14                | D                 | Judith und Mel                      | Die goldenen Jahre                  | 03.                                 | 62                                  |
| 02                | D                 | Oliver Thomas                       | Kleiner Schmetterling mach’s gut    | 04.                                 | 59                                  |
| 01                | CH                | Walter Andreas                      | Und heut’ Nacht                     | 05.                                 | 58                                  |
| 15                | A                 | Marc Pircher                        | Ich bin für dich da                 | 06.                                 | 56                                  |
| 05                | D                 | Reiner Kirsten                      | Wir leben, wir lieben               | 07.                                 | 54                                  |
| 06                | A                 | Die Muntermacher                    | Wenn es noch Engel gibt auf Erden   | 08.                                 | 48                                  |
| 03                | A                 | Die Mürztaler                       | Musik an die Macht                  | 09.                                 | 38                                  |
| 09                | A                 | Tiroler Adler                       | I bring meine Augen net weg von dir | 10.                                 | 30                                  |
| 11                | D                 | Mühlenhof Musikanten                | Das Brot der Erde                   | 11.                                 | 26                                  |
| 10                | CH                | Claudio de Bartolo                  | Ich bin kein Musterknabe            | 11.                                 | 26                                  |
| 12                | A                 | Alpentrio Tirol                     | Wie Samt und Seide                  | 13.                                 | 23                                  |
| 04                | CH                | Markus Rüger                        | Ein kleines Souvenir                | 14.                                 | 16                                  |
| 08                | D                 | Axel Becker                         | Ein neuer Tag bricht an             | 15.                                 | 09                                  |
| Veranstaltungsort | Veranstaltungsort | Neue Messehalle Erfurt, Deutschland | Neue Messehalle Erfurt, Deutschland | Neue Messehalle Erfurt, Deutschland | Neue Messehalle Erfurt, Deutschland |

Die Titel erschienen auch auf einer CD.